# Zanja Real

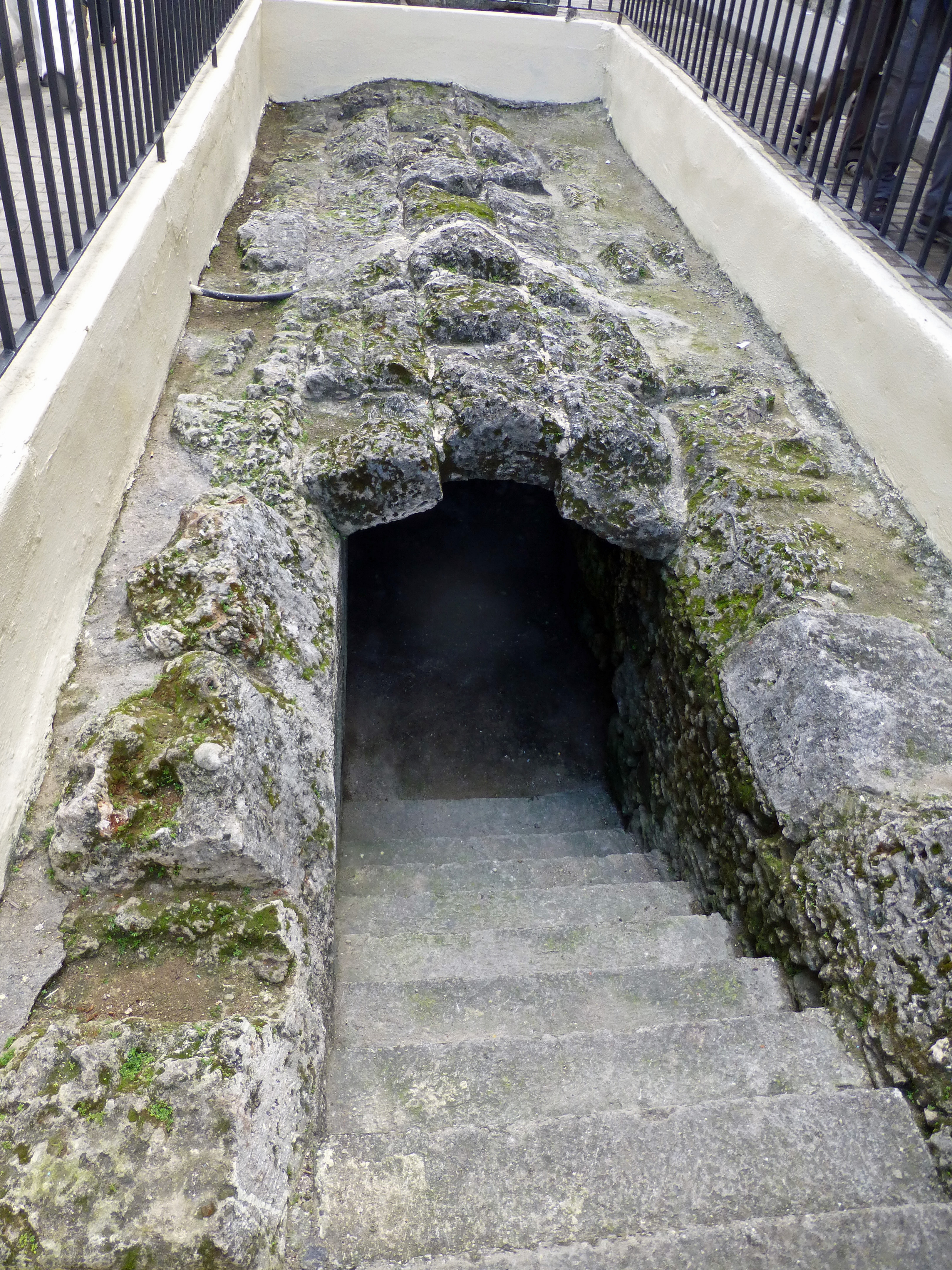
Zanja Real

Zanja Real fue el primer acueducto construido en Cuba para suministrar agua a La Habana. Se nutría del río Almendares. Fue sustituido por el Acueducto de Fernando VII a partir de 1835. 

## Historia
Estuvo operativo desde 1592 a 1835, hasta que se construyó el Acueducto Fernando VII. No obstante, la Zanja siguió suministrando agua en el siglo XX a algunos distritos de La Habana extramuros. También se usó para el regadío y para eliminar vertidos por ciertas fábricas. 
El maestro mayor Francisco de Caloma inició las obras de su construcción en 1566, que concluyeron en el 1592 bajo la dirección del ingeniero Bautista Antonelli; las obras costaron 35.000 pesos. El capitán general Juan de Tejeda implantó en el Callejón del Chorro una conductora por derrame libre, que fue escindida en tres ramales para suministrar agua a las tropas del puerto, a las fortalezas de La Habana y al ganado que circundaba la ciudad. 
La Zanja era un canal excavado en el suelo a través de un sinuoso recorrido de casi 13 km desde el río Almendares. La superficie de su sección era de alrededor de un metro cuadrado en La Habana, tal como la describió Tejada. Las fuentes que suministraban el agua de la Zanja eran cuatro a inicios del siglo XVII: la sita frente a las Casas del Cabildo (la posterior Plaza de San Francisco), la que se hallaba en los alrededores de El Molinillo de San Pedro, desde donde se extiende la actual Calle Luz y una tercera en el Callejón del Chorro. Las tres se construyeron en la década de 1590. La cuarta fue construida en el siglo XVII en la Plaza Nueva (actual Plaza Vieja). En 1634 se construyó una quinta, junto a la Fundición, donde después se levantó La Maestranza. 
Tales cisternas o pilones se hallaban cerca de la bahía, por donde fluía el agua por caños de bronce para suministrar al puerto. Tales fuentes se contaminaban con frecuencia, y el agua que llegaba a los habaneros era turbia, y provocaba numerosas gastritis y enfermedades, por lo que la Zanja se soterró. El primer tramo de la Zanja que se soterró fue el de la Calle Amargura, que se proveía de una cisterna sita en las afueras de La Habana, tras el Convento de San Agustín. 
En el siglo XVIII, aparte de los tramos descubiertos que desembocaban en las fuentes públicas, se encontraban las cañerías de fábrica, que conducían el agua por presión, mediante surtidores, mejorando la salubridad del agua, aunque extramuros los canales siguieron estando descubiertos. Esta conducción propició la construcción de fuentes monumentales, dotadas de surtidores, que se proveían de cisternas sitas en una altura superior para lograr la presión suficiente. El tráfago urbano ganó asimismo en fluidez, al habilitarse áreas firmes y sólidas sobre la Zanja.

## Las fuentes
En 1606 se ordenó soterrar el tramo de la Zanja a su paso por las calles San Ignacio y Teniente Rey, y era suministrada por la cisterna sita en la Plaza Nueva, actual Plaza Vieja. La primera fuente pública de La Habana se inauguró siendo capitán general el Marqués de Casa Torre, en 1708. La humilde fuente de la Plaza Nueva fue reemplazada por otra más monumental en 1836, que sirvió de inspiración a la actual, en la Plaza Vieja.
La fuente de la Plaza de San Francisco se inauguró en 1714, y se erigió frente a las Casas del Cabildo; una fuente posterior y más ostentosa se construyó de 1746 a 1754.